# Ania z Zielonego Wzgórza: Nowy początek
Ania z Zielonego Wzgórza - nowy początek (ang. Anne of Green Gables: A New Beginning) – kanadyjski film telewizyjny z 2008 roku. Oficjalna światowa premiera – 14 grudnia 2008 w kanadyjskiej telewizji CTV Television Network. Trwa łącznie 144 minuty, a był nadawany w HDTV

## Obsada
- Barbara Hershey jako dorosła Anna Shirley
- Hannah Endicott-Douglas jako młoda Ania Shirley
- Shirley MacLaine jako Amelia Thomas
- Rachel Blanchard jako Louisa Thomas
- Ben Carlson jako Walter Shirley
- Nathalie Radford jako Bertha Shirley
- Ron Lea jako Gene Armstrong
- Kyra Harper jako Nellie Parkhurst
- Joan Gregson jako Hepzibah
- Vivien Endicott-Douglas jako Violetta Thomas
- Patricia Hamilton jako Rachel Linde
- Colleen Dewhurst jako Maryla Cuthbert (wykorzystano materiał archiwalny z jej udziałem)